# Plougoumelen
Plougoumelen è un comune francese di 2 444 abitanti situato nel dipartimento del Morbihan nella regione della Bretagna. Il comune si affaccia sul golfo di Morbihan, sul quale ha anche un porto turistico.

## Storia
Nel VI secolo la comunità che s'installò nel territorio di Plougoumelen si mise sotto la protezione di San Melanio, vescovo di Rennes. Questa comunità prese il nome di Plou-Melen, che più tardi divenne Plougoumelen. In seguito san Filiberto, abate dell'abbazia di Noirmoutier, fu associato a san Melanio nella protezione degli abitanti di Plougoumelen.
Plougoumelen è un'antica parrocchia primitiva che comprendeva i territori del comune di Bono.
La signoria più importante di Plougoumelen è quella di Pont Sal, culla dell'omonima famiglia, che passò successivamente alla famiglia Launay, poi a quella dei Talhouët de Kerservant e poi ancora alla famiglia Botherel de Quintin.
Plougoumelen fu eretto a comune nel 1790.
En 1947, Le Bono si separò da Plougoumelen e divenne un comune autonomo a tutti gli effetti. 

## Società

### Evoluzione demografica
Abitanti censiti